# دولبي ترو إتش دي

الشعار

دولبي ترو إتش دي (بالإنجليزية: Dolby TrueHD)‏ هو مرماز صوتي متقدم متعدد القنوات ذو ضغط غير مضيع تم تطويره بواسطة شركة دولبي لابوراتوريز لغرض استعماله لمعدات الترفيه المنزلي عالية الوضوح مثل أقراص بلو راي و أسطوانات الفيديو الرقمية فائقة الدقة. وهو خليفة مرماز الصوت المحيطي دولبي ديجيتال والذي استعمل كمعيار للصوت في أقراص الدي في دي.